# مستشفى لوزميلا
 مستشفى لوزميلا  مستشفى خاص يقع في جبل اللويبدة، بالقرب من دوار باريس في مدينة عمّان عاصمة الأردن، بدأ العمل في المستشفى وتقديم خدمات الصحية فيه عام 1948 وتم ترخيصه رسمياً من قبل وزارة الصحة في عام 1950.

## التأسيس
قامت جمعية راهبات الناصرة بتحويل المدرسة التي تملكها في جبل اللويبدة (التي خرَّجت كثيراً من رجالات الدولة في الأردن) إلى مستشفى حمل اسمه تكريماً وتقديراً للكونتيسه لوزميلا "Luzmila" والتي تبرعت بتجهيز أول قسم للأشعة في المستشفى.